# 黒田基樹
黒田 基樹（くろだ もとき、1965年4月 - ）は、日本の歴史学者。学位は、博士 (日本史学）（駒澤大学・論文博士・1999年）。駿河台大学法学部教授。専門は日本の戦国時代・織豊時代史で、相模後北条氏や甲斐武田氏に関する研究を展開する。

## 略歴
東京都世田谷区生まれ。1989年早稲田大学教育学部卒業、1995年駒澤大学大学院博士課程（日本史学）単位取得満期退学、1999年「戦国大名と外様国衆」で駒澤大学より博士 (日本史学）の学位を取得。2008年駿河台大学法学部准教授、2012年教授。
歴史学研究会、戦国史研究会、武田氏研究会の活動もあり、また千葉県史中世部会編纂委員や横須賀市史古代中世部会編纂委員を務めている。
2016年のNHK・大河ドラマ『真田丸』では、平山優・丸島和洋と共に時代考証を担当。

## 著書
- 『戦国大名北条氏の領国支配』岩田書院（戦国史研究叢書）1995年
- 『戦国大名と外様国衆』文献出版 1997年
  - 『増補改訂 戦国大名と外様国衆』戎光祥出版（戎光祥研究叢書4）2015年
- 『戦国大名領国の支配構造』岩田書院 1997年
- 『戦国期東国の大名と国衆』岩田書院 2001年
- 『中近世移行期の大名権力と村落』校倉書房（歴史科学叢書）2003年
- 『扇谷上杉氏と太田道灌』岩田書院（岩田選書「地域の中世」1）2004年
- 『戦国北条一族』新人物往来社 2005年
  - 改題『戦国北条氏五代』戎光祥出版（中世武士選書8）2012年
  - 増補改訂版『戦国北条五代』星海社新書 2019年
- 『戦国大名の危機管理』吉川弘文館（歴史文化ライブラリー）2005／増補版・角川ソフィア文庫 2017年
- 『百姓から見た戦国大名』ちくま新書 2006年
- 『北条早雲とその一族』新人物往来社 2007年
  - 新訂版『戦国北条家一族事典』戎光祥出版　2018年、増補改訂2024年
- 『戦国の房総と北条氏』岩田書院（岩田選書「地域の中世」4）2008年
- 『戦国期の債務と徳政』校倉書房（歴史科学叢書）2009年
- 『戦国期領域権力と地域社会』岩田書院（中世史研究叢書）2009年
- 『戦国関東の覇権戦争 北条氏VS関東管領・上杉氏55年の戦い』洋泉社歴史新書y 2011年
  - 改題『関東戦国史 北条VS上杉55年戦争の真実』角川ソフィア文庫 2017年
- 『小田原合戦と北条氏』吉川弘文館（敗者の日本史10）2012年
- 『古河公方と北条氏』岩田書院（岩田選書「地域の中世」12）2012年
- 『戦国期山内上杉氏の研究』岩田書院（中世史研究叢書）2013年
- 『戦国大名 政策・統治・戦争』平凡社新書 2014年／増補・平凡社ライブラリー 2023年
- 『長尾景仲 鎌倉府を主導した陰のフィクサー』戎光祥出版（中世武士選書26）2015年
- 『真田昌幸 徳川、北条、上杉、羽柴と渡り合い大名にのぼりつめた戦略の全貌』小学館 2015年
- 『「豊臣大名」真田一族　真説関ヶ原合戦への道』洋泉社 2016年
- 『真田信之 真田家を継いだ男の半生』角川選書 2016年
- 『羽柴を名乗った人々』角川選書 2016年／角川ソフィア文庫	2025年7月
- 『近世初期大名の身分秩序と文書』戎光祥出版（戎光祥研究叢書11）2016年
- 『小早川秀秋』戎光祥出版（シリーズ・実像に迫る5）2017年
- 『井伊直虎の真実』角川選書 2017年
- 『羽柴家崩壊 茶々と片桐且元の懊悩』平凡社（中世から近世へ）2017年
- 『北条氏康の妻 瑞渓院 政略結婚からみる戦国大名』平凡社（中世から近世へ）2017年
- 『あらすじで読む「信長公記」 一級史料に記された織田信長の合戦・城・道楽』三才ブックス 2018年
- 『北条氏政 乾坤を截破し太虚に帰す』ミネルヴァ書房（ミネルヴァ日本評伝選）2018年
- 『北条氏康の家臣団　戦国「関東王国」を支えた一門・家老たち』洋泉社/歴史新書y 2018年
- 『今川氏親と伊勢宗瑞 戦国大名の誕生』平凡社（中世から近世へ）2019年
- 『戦国大名・伊勢宗瑞』角川選書 2019年
- 『太田道灌と長尾景春 暗殺・反逆の戦国史』戎光祥出版（中世武士選書43）2019年
- 『北条氏綱 勝って甲の緒をしめよ』ミネルヴァ書房（ミネルヴァ日本評伝選）2020年
- 『戦国期関東動乱と大名・国衆』戎光祥出版（戎光祥研究叢書18）2020年
- 『戦国北条家の判子行政 現代につながる統治システム』平凡社新書	2020年
- 『戦国大名・北条氏直』角川選書 2020年
- 『今川のおんな家長 寿桂尼』平凡社（中世から近世へ）2021年
- 『下剋上』講談社現代新書 2021年
- 『国衆 戦国時代のもう一つの主役』平凡社新書 2022年4月
- 『武田信玄の妻、三条殿』東京堂出版 2023年8月
- 『家康の正妻 築山殿 悲劇の生涯をたどる』平凡社新書、2022年10月。ISBN 978-4-582-86014-6。
- 『お市の方の生涯』朝日新書 2023年1月
- 『徳川家康の最新研究 伝説化された「天下人」の虚像をはぎ取る』朝日新書 2023年3月
- 『徳川家康と今川氏真』朝日選書 2023年4月
- 『家康の天下支配戦略　羽柴から松平へ』角川選書 2023年10月
- 『「おんな家長」芳春院殿　関東戦国史を塗り替えた陰の主役』平凡社 2024年6月
- 『駿甲相三国同盟　今川、武田、北条、覇権の攻防』角川新書 2024年11月
- 『羽柴秀吉とその一族　秀吉の出自から秀長の家族まで』角川選書 2025年5月

### 図説
- 『図説 太田道灌 江戸東京を切り開いた悲劇の名将』戎光祥出版 2009年
- 『図説 戦国北条氏と合戦』戎光祥出版 2018年
- 『図説 享徳の乱』戎光祥出版 2021年
- 『図説 北条氏康』戎光祥出版 2024年

### 史料編
- 「戦国遺文」東京堂出版
  - 『後北条氏編 第6巻』下山治久共編 1995年
  - 『武田氏編 第1-6巻』柴辻俊六・丸島和洋共編 2002-2006年
  - 『房総編 第1-4巻・補遺編』佐藤博信・滝川恒昭・盛本昌共編 2010-2017年
  - 『真田氏編 第1-3巻』平山優・丸島和洋・山中さゆり・米澤愛共編 2018-2020年
- 「室町遺文」東京堂出版
  - 『関東編 第1-3巻』石橋一展・植田真平・駒見敬祐・杉山一弥共編 2018-2020年

### 共編著
- 『豊島氏とその時代 東京の中世を考える』峰岸純夫・小林一岳共著 新人物往来社 1998年
- 『定本・北条氏康』藤木久志共編　高志書院 2004年
- 「論集 戦国大名と国衆」岩田書院
  - 1『武蔵大石氏』2010年
  - 2『北条氏邦と武蔵藤田氏』浅倉直美共編　2011年
  - 4『武蔵三田氏』2011年
  - 7『武蔵成田氏』2012年
  - 12『岩付太田氏』2013年
  - 15『武蔵上田氏』2015年
  - 19『北条氏房』2015年
  - 21『真田信之・信繁』2018年
- 「中世関東武士の研究」戎光祥出版
  - 第1巻『長尾景春』2010年
  - 第2巻『武田信長』2011年
  - 第5巻『扇谷上杉氏』2012年
  - 第10巻『伊勢宗瑞』2013年
  - 第11巻『関東管領上杉氏』2013年
  - 第14巻『山内上杉氏』2014年
  - 第15巻『上野岩松氏』2015年
  - 第21巻『北条氏綱』2016年
  - 第22巻『関東上杉氏一族』2017年
  - 第23巻『北条氏康』2018年
  - 第24巻『北条氏政』2019年
  - 第26巻『今川氏親』2019年
  - 第29巻『北条氏直』2020年
  - 第34巻『長尾為景』2023年
  - 第35巻『今川氏真』2023年
  - 第37巻『古河公方・足利義氏』2024年
- 「関東足利氏の歴史」戎光祥出版
  - 第1巻『足利基氏とその時代』2013年
  - 第2巻『足利氏満とその時代』2014年
  - 第3巻『足利満兼とその時代』2015年
  - 第4巻『足利持氏とその時代』2016年
  - 第5巻『足利成氏とその時代』2018年
- 『北条氏年表 宗瑞・氏綱・氏康・氏政・氏直』高志書院 2013年
- 『北条氏康の子供たち』浅倉直美共編　宮帯出版社 2015年
- 『武田氏家臣団人名辞典』柴辻俊六、平山優、丸島和洋共編 東京堂出版 2015年
- 「織豊大名の研究」戎光祥出版
  - 第5巻『真田信之』2017年
  - 第13巻『羽柴秀吉一門』2024年
- シリーズ「戦国大名の新研究」戎光祥出版
  - 『1 今川義元とその時代』2019年
  - 『2 北条氏康とその時代』2021年
  - 『3 徳川家康とその時代』2023年
  - 『4 上杉謙信とその一族』前嶋敏共編、2024年
- 「戎光祥 中世織豊期論叢」戎光祥出版
  - 第1巻『鎌倉府発給文書の研究』2020年
- 「古河公方の新研究」戎光祥出版
  - 第1巻『足利成氏・政氏』2022年
  - 第2巻『足利高基・晴氏』2023年